# هالبه زیلسترا
هالبه زیلسترا (به هلندی: Halbe Zijlstra) (زادهٔ ۲۱ ژانویهٔ ۱۹۶۹) سیاست‌مدار اهل هلند و وزیر امور خارجهٔ کنونیِ آن کشور است.